# دروپ کنترل
کنترل دروپ (Droop Control) یک روش متداول در کنترل سیستم‌های قدرت است که برای تنظیم و توزیع بار بین منابع تولید توان (مانند ژنراتورها) در یک سیستم برق به کار می‌رود. این روش به‌ویژه در سیستم‌های قدرت سنتی، میکروگریدها و سیستم‌های تولید پراکنده اهمیت دارد. در تولید انرژی الکتریکی، کنترل سرعت دروپ یک مد کنترل سرعت است که به گرداننده اولیه به حرکت درآورنده یک مولد سنکرون متصل به یک تورین شبکه، اعمال می‌شود. این حالت اجازه می‌دهد تا مولدهای سنکرون به صورت موازی مورد استفاده قرار گیرند، به طوری که بار شبکه به نسبت توان نامی بین مولدها تقسیم و پخش شود.

## مفهوم اصلی دروپ کنترل
کنترل دروپ بر اساس تغییرات فرکانس یا ولتاژ نسبت به توان تولیدی یا راکتیو یک منبع عمل می‌کند. این روش از ویژگی‌های ذاتی سیستم‌های قدرت بهره می‌گیرد تا تولید توان بین منابع مختلف به صورت متعادل تقسیم شود، بدون نیاز به ارتباط مستقیم بین آن‌ها.

## انواع دروپ کنترل

### دروپ فرکانس-توان
در این حالت، توان اکتیو (P) تولید شده توسط منبع تولید به صورت خطی با تغییرات فرکانس (f) تغییر می‌کند.
فرمول کلی:
P = P_0 - K_f. (f - f_0)
که در آن P_0 توان مرجع، K_f ضریب دروپ و f_0 فرکانس مرجع هستند.

### دروپ ولتاژ-توان راکتیو
توان راکتیو (Q) تولید شده به صورت خطی با تغییرات ولتاژ (V) تغییر می‌کند.
فرمول کلی:
Q = Q_0 - K_v. (V - V_0)
که در آن Q_0 توان راکتیو مرجع، K_v ضریب دروپ و V_0 ولتاژ مرجع هستند.

## کاربردهای دروپ کنترل
- تقسیم بار بین ژنراتورها: در یک سیستم قدرت با چند ژنراتور، کنترل دروپ تضمین می‌کند که هر ژنراتور متناسب با ظرفیت خود بار را به اشتراک بگذارد.
- میکروگریدها: در سیستم‌های تولید پراکنده یا میکروگرید، کنترل دروپ برای هماهنگ‌کردن منابع تولیدی (مانند انرژی خورشیدی، بادی، و باتری‌ها) بدون نیاز به ارتباطات پیچیده استفاده می‌شود.
- سیستم‌های جزیره‌ای: در حالت جزیره‌ای، کنترل دروپ برای حفظ پایداری فرکانس و ولتاژ بسیار مهم است.

## مزایا و معایب

### مزایا
- نیازی به ارتباط مستقیم بین منابع تولیدی ندارد.
- روشی ساده و مؤثر برای تقسیم توان بین ژنراتورها است.
- مناسب برای شرایط تغییرات ناگهانی بار.

### معایب
- ممکن است باعث افت فرکانس یا ولتاژ شود.
- نیازمند تنظیم دقیق ضرایب دروپ (Droop Coefficients) است.
- در سیستم‌های با دینامیک سریع (مانند سیستم‌های دارای اینورتر)، ممکن است پاسخ‌دهی کند باشد.